# Азартные игры в Японии
Азартные игры в Японии запрещены главой 23 Уголовного кодекса Японии, за исключением ставок на результаты скачек и соревнований по автоспорту. Лотереи и тотализаторы проводятся по специальным законам с развлекательной целью для населения, доход от подобных мероприятий идёт в счёт государства или региональных правительств.

## Спорт
Легально делать ставки можно в четырёх видах гонок, которые называются «коэй куёги» (яп. 公営競技, общественный спорт): скачки, велогонки типа кейрин, гонки на лодках и спидвейные гонки. Они разрешаются специальными законами, управление осуществляется региональным правительством или правительственными корпорациями. Разыгрываемый призовой фонд составляет от 75 до 80 % от всех продаж. Делать ставки возможно в крупных городах (Токио, Осака, Йокогама, Нагоя), в которых есть кольцевые треки.

## Лотерея

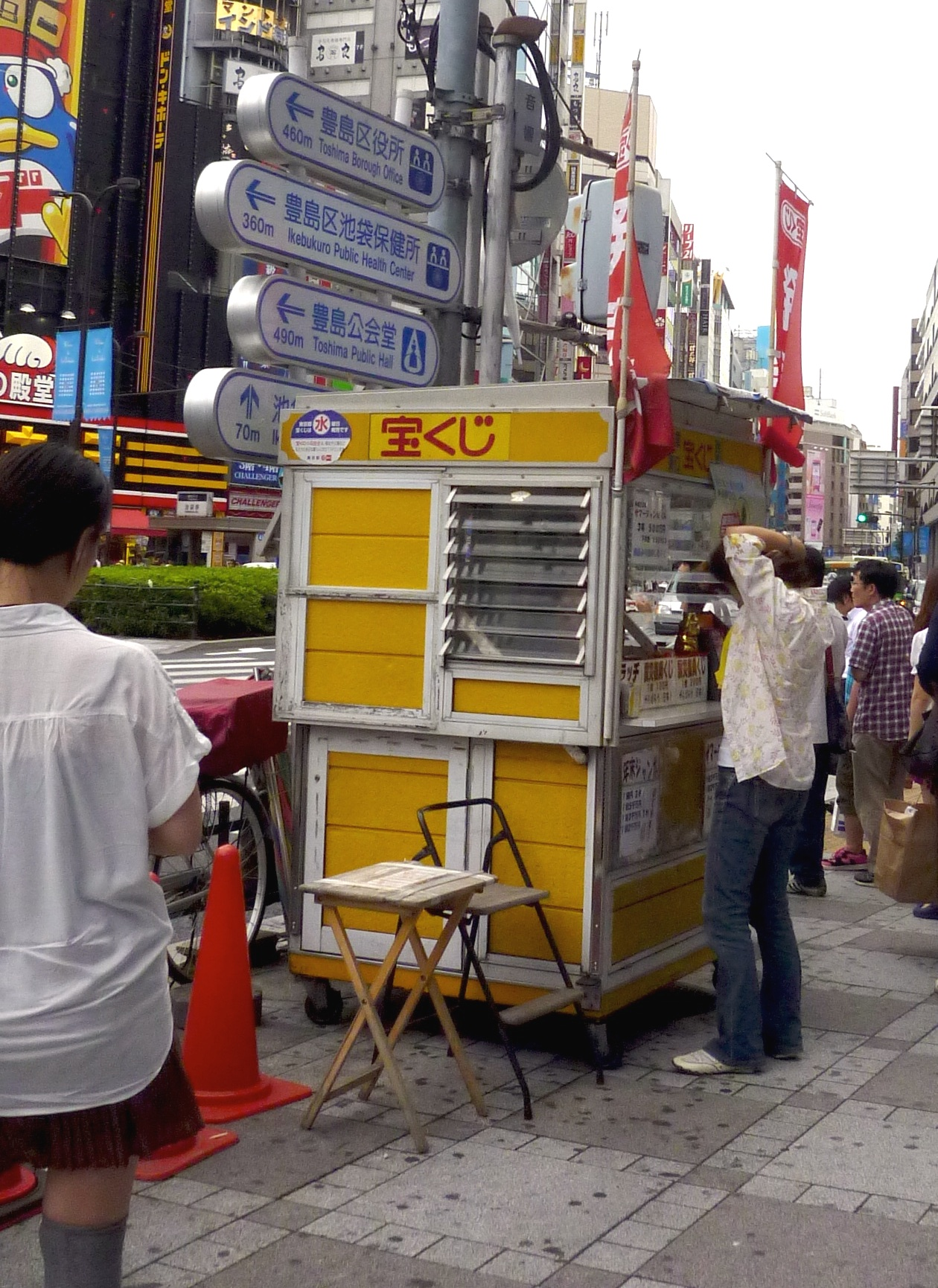
Магазин в Икебукуро, где продаются лотерейные билеты

Лотереи в Японии называются «такаракудзи» (яп. 宝くじ) и организуются префектурами и властями крупных городов на регулярной основе в течение всего календарного года. Существует три типа лотерей: лотереи с уникальным номером, лотереи с выбранным номером и карточки для зачёркивания номеров. Каждый лотерейный билет стоит от 100 до 500 иен, главный приз — от 100 миллионов иен и выше. Закон о лотереях утверждает, что приз должен состоять не более чем на 50 % от продаж билетов, а остальные средства должны идти в доход региональных правительственных органов и благотворительных организаций. Лотерейные билеты продаются в крупных городах, билеты для лотерей с выбранным номером могут продаваться в специализированных автоматах.

## Патинко
Патинко — это игровой автомат наподобие пинбола, который официально не считается разновидностью азартной игры и не признаётся таковой японскими законами в связи с историческими, экономическими и культурными причинами. Подобные автоматы есть во всех городах Японии и принадлежат частным компаниям: в 2011 году насчитывало 12480 подобных автоматов в Японии. Если игрок в патинко загоняет мяч в особую нору, он активирует слот-машину и в случае выигрыша «джекпота» получает дополнительные шары. Игроки обменивают шары на призы различной ценности, но не на деньги, так как это нарушает закон. Зачастую игроки обменивают шары для игры в патинко на некоторые вещицы, которые затем продаются за деньги в соседних магазинах. Обычно эти магазины принадлежат и владельцам патинко, однако пока игроки не пытаются получить деньги, они не нарушают закон.

## Нелегальный игровой бизнес
Якудза занимаются организацией подпольных казино в Японии: в частности, они организуют коммерческие турниры по маджонгу, где разыгрываются денежные призы. Владельцы заведений по игре в маджонг зачастую используют связи с якудза, чтобы заставлять разорившихся игроков выплачивать долги. Однако это не единственный источник подпольных казино: в Японии действуют мобильные сайты азартных игр, где можно играть в «камень, ножницы, бумага» и выигрывать денежные призы. В 2010 году был арестован владелец одного из таких сайтов, заработавший около 1 миллиона долларов США за счёт продажи билетов на игры по 315 иен каждый и обещавший выплатить 1000 иен тому, кто выиграет как минимум три раза подряд, и 10 тысяч иен за пять побед подряд.

## Казино
Либерально-демократическая партия Японии безуспешно пыталась легализовать казино в стране для привлечения туристов в Японию. Организация казино запрещена законами Японии, как и букмекерские конторы: попытки организовать ставки на исходы матчей по бейсболу или поединков в сумо приводили к скандалам. 4 апреля 2011 года бывший губернатор Токио Синтаро Исихара попытался запретить патинко-автоматы, утверждая, что они потребляют тысячи киловатт энергии в час, а на фоне недавних землетрясений было бы разумнее экономить энергию. Однако просьбу губернатора никто не рассмотрел.
В 2000 году Исихара попытался добиться строительства казино в Одайбо, однако, несмотря на заинтересованность общественности, эту идею отклонили: одним из аргументов послужило утверждение, что это приведёт к неконтролируемому росту числа игроманов в стране. Также предпринимались попытки создания плавучих казино по той же инициативе Исихары. В настоящее время в Японии продолжаются споры о возможной легализации казино в связи с изменениями законодательства.